# 1997年のコマーシャル
1997年のコマーシャルは、1997年（平成9年）に放送されたコマーシャルの一覧である。
1996年のコマーシャル - 1997年のコマーシャル - 1998年のコマーシャル

## 作品
| 商品名など                         | メーカーなど          | 出演者                                                       |
| ポケベル 三ツ矢ホワイトソーダ      | NTT DoCoMo アサヒ飲料 | 広末涼子                                                     |
| 冷凍食品、クノールカップスープ     | 味の素                | 広末涼子・白井晃・松田美由紀                                 |
| ガルボ、タクト Live-Dio            | 明治製菓 本田技研工業 | 広末涼子                                                     |
| むじんくん                         | アコム                | チャント星人（ムチャ（セイン・カミュ）・コリャ・アヒャ）ほか |
| フジカラー写ルンですスーパースリム | 富士写真フイルム      | 沢口靖子、稲垣吾郎                                           |
| ねるじぇら（アイス）               | 雪印乳業              | 野村佑香ほか多数                                             |
| スターフォックス64                 | 任天堂                | 広末涼子・ネプチューン・X-GUN・海砂利水魚ほか多数            |
| 集英社文庫                         | 集英社                | 広末涼子                                                     |

### その他
- 茶流彩彩 爽健美茶・日本コカ・コーラ / 本上まなみ
- ビックル・サントリー / 松たか子
- ローソン / 森高千里・細野晴臣、中山エミリ・つぶやきシロー、篠原ともえほか
- ポッキー坂恋物語・江崎グリコ / 吉川ひなの・鳥羽潤、椎名桔平・常盤貴子、奥菜恵・安藤政信
- スタミナハンディカム・ソニー / 内藤剛志・斎藤洋介
- ロートZi:リセ・ロート製薬 / SPEED
- キンチョウリキッド・大日本除虫菊 / 山瀬まみ
- たかの友梨ビューティークリニック / 篠原ともえほか
- JACK（缶コーヒー）・サッポロビール / 松田優作
- Hot Do / 松本恵・金子統昭

## 出演者
| - 広末涼子 - 松たか子 - 木村佳乃 - 佐藤藍子 - 篠原ともえ - 本上まなみ - 森高千里 - 野村佑香 - 松本恵 - SPEED - 奥菜恵 - 榎本加奈子 - 吉川ひなの - 常盤貴子 - 遠藤久美子 - 加藤紀子 - 矢田亜希子 - 酒井美紀 - 伊藤裕子 - ともさかりえ | - 反町隆史 - 木村拓哉 - 椎名桔平 - 金城武 - 竹野内豊 - 内藤剛志 - 西村雅彦 - 松田優作 - 唐沢寿明 - 中居正広 - 河村隆一 - 長塚京三 - 竹中直人 - 所ジョージ - ナインティナイン - イチロー - チャント星人 - セイン・カミュ - 柏原崇 - 草彅剛 | - 深田恭子 - SPEED - 吹石一恵 - 池脇千鶴 - 伊藤裕子 - 岡田陽子 - 篠原直美 - 松本恵 - 篠原ともえ - 野村佑香 - 斉藤梨沙 - 安藤希 - 川岡大二郎 - 柳明日香 - 木村佳乃 - 白川みなみ - 湯原麻利絵 - 三倉茉奈・佳奈 - 河村隆一 - 希良梨 | - ペプシマン（ペプシコーラ） - チャント星人（むじんくん・アコム） - パラッパ（パラッパラッパー・SCE） - ゴン太（サンライズ） - クラッシュ（クラッシュバンディクー・SCE） - イプー（イプサム・トヨタ自動車） - ドラえもん（富士ゼロックス、アート引越センターほか） - 女子高生トリ（撮りっきりコニカ超MiNi・コニカ） - 良生（ベネゼ）レイジー（進研ゼミ中学生講座・ベネッセ） - トレン太くん（JR東日本） - ノア（NOAH・トヨタ自動車） - 加見野家の人々（アデランス） - クーポンポン（声：濱田マリ）（トヨタ自動車） - 未来ロボット（BOSS・サントリー） - ピカチュウ（任天堂） - ペンギン&白クマ（日本ビクター） - タッチおじさん（富士通） - ヤリリン、クリリン（声：バカルディ）（プロミス） - 桜木花道(SLAM DUNK)（資生堂） - バングミイイトコドリ(WOWOW) |

## 音楽
- 大スキ! / 広末涼子（三ツ矢ホワイトソーダ・アサヒ飲料）
- Bye Bye Blue / The gardens（ロリエやわらかメッシュ・花王）
- オリジナル（くるみ割り人形 / チャイコフスキーに歌詞をつけた曲） / 広末涼子（ガルボ・明治製菓）
- ドッキンNightにラララDance / SPACE ALL STARS（むじんくん・アコム）
- くじら12号 / JUDY AND MARY（Live-Dio・本田技研工業）
- かわいいひと / ウルフルズ（ポッキー坂恋物語・江崎グリコ）
- Let's Go! / 森高千里（ローソン）
- SWEET CANDY/ 森高千里 (ローソン)
- MajiでKoiする5秒前 / 広末涼子（ポケベル・NTT DoCoMo）
- 明日、春が来たら / 松たか子（わくわく新生活フェア・NTT）
- BAD_CITY / SHŌGUN（JACK缶コーヒー・サッポロビール）
- Wake Me Up! / SPEED（ロートZi:リセ・ロート製薬）
- White Love / SPEED（ティセラ・資生堂）
- オリジナル / 広末涼子（キッズベル・NTT DoCoMo）
- オリジナル / 内藤剛志（スタミナハンディカム・ソニー）
- アッパレですね / MEN'S5（赤だれ黒だれ・キッコーマン）
- 永遠 / ZARD（EOS Kiss・キヤノン販売）
- オリジナル / 鈴木蘭々ほか（プレイステーション・SCE）
- 蒼氓 / 山下達郎（ジャックスカード）
- Love&Pain / ガーデンズ（モジトーク・アステル東京）
- オリジナル（ハト麦、玄米、月見草～、爽健美茶 / 本上まなみ）（茶流彩彩 爽健美茶・日本コカ・コーラ）
- 風のプリズム / 広末涼子（冷凍食品・味の素）